# باناي
باناي هي سادس أكبر جزيرة في الفلبين من حيث المساحة 12،011 كم والرابعة من حيث عدد السكان حيث بلغ عدد سكان الجزيرة 4،477،247 نسمة وهو ما يشكل 4.4% من سكان الفلبين. مدينة إيلويلو هي أكبر تجمع سكني على الجزيرة.